# Brennweite

Bei einzelnen dünnen Linsen ist die Brennweite f gleich dem Abstand des Brennpunkts F von der Linsenmitte. Bei gewölbten Spiegeln ist es der Abstand vom Spiegelscheitel.

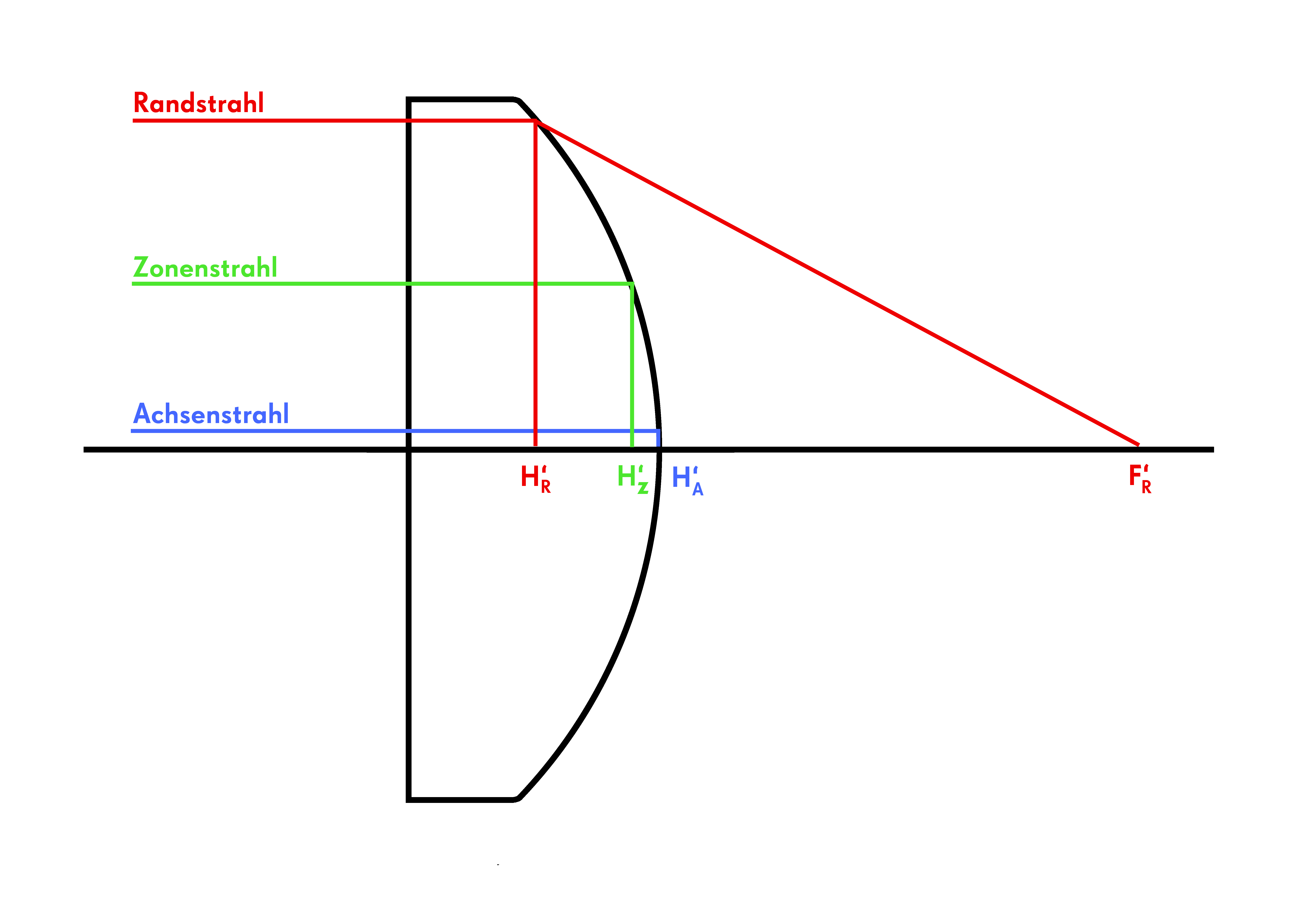
Anhand einer plankonvexen Sammellinse lässt sich anschaulich zeigen, dass es keine feste Bezugsebene für die Festlegung der Brennweite mehr gibt, wenn man Strahlen einbezieht, die nicht allein in unmittelbarer Nähe der optischen Achse verlaufen. Da bei einer solchen Linsenform die Strahlenablenkung nur an der bildseitigen Linsenfläche erfolgt, liegen die Schnittpunkte zwischen einfallendem und gebrochenem Strahl allesamt auf dieser Linsenfläche. Damit lassen sich die Hauptpunkte H' auf einfache Weise als Fußpunkte dieser Schnittpunkte auf der optischen Achse konstruieren. Deutlich ist nun eine Abhängigkeit dieser Lage der Hauptpunkte von der Einfallshöhe der Strahlen festzustellen. Zwischen einem Hauptpunkt für den Achsenstrahl (Nullstrahl) und einem für den Randstrahl liegen die Hauptpunkte für beliebig viele Zonenstrahlen.

Die Brennweite eines optischen Systems, bestehend aus einer oder mehreren Linsen oder gewölbten Spiegeln, ist der Abstand zwischen der bildseitigen Hauptebene des Systems und seinem Fokus (Brennpunkt).
- Eine Sammellinse konzentriert ein parallel einfallendes Strahlenbündel im nach ihr liegenden Brennpunkt (Abbildung rechts, erstes Bild).
- Bei Zerstreuungslinsen liegt der Fokus vor der Linse, und ein parallel einfallendes Strahlenbündel wird so zerstreut, als ob die Einzelstrahlen alle aus diesem Fokus stammten (zweites Bild).
- Bei einem Hohlspiegel läuft ein parallel einfallendes Strahlenbündel im vor dem Spiegel liegenden Brennpunkt zusammen (drittes Bild).
- Bei einem Konvexspiegel wird ein parallel einfallendes Strahlenbündel so zerstreut, als ob die Einzelstrahlen alle aus dem hinter dem Spiegel liegenden Fokus stammten (viertes Bild).

Bei aus mehreren Linsen oder/und Spiegeln bestehenden Systeme – wie zum Beispiel Objektiven von Kameras oder Mikroskopen – lassen sich die Lagen der Hauptebenen (zwei pro System, eine objekt- und eine bildseitige) nicht so einfach erkennen wie bei einer Einzellinse oder bei einem Einzelspiegel.
Die Brennweite ist ein Konzept der paraxialen Optik. Sie wird durch eine Grenzwertbetrachtung für gegen Null gehende Abstände und Winkel von Strahlen zur optischen Achse definiert. Man betrachte einen achsparallel in das System einfallenden Strahl und den zugehörigen ausfallenden Strahl, der die Achse im Punkt S schneidet. Sei P der Schnittpunkt der zu Geraden verlängerten ein- und ausfallenden Strahlen. Der entlang der optischen Achse gemessene Abstand {\displaystyle d} der Punkte P und S hängt von der Einfallshöhe {\displaystyle h} des Strahls ab, was eine Auswirkung der sphärischen Aberration ist. Lässt man {\displaystyle h} gegen Null gehen, dann wandert S zum Brennpunkt und P zum bildseitigen Hauptpunkt des Systems, und {\displaystyle d(h)} geht gegen die Brennweite:
{\displaystyle f=\lim _{h\rightarrow 0}d(h)}.
Die Menge der Punkte P für alle Achsabstände {\displaystyle h} wird äquivalenter Ort der Brechung genannt. Im Allgemeinen ist dies keine Ebene.

## Brennweite in realen optischen Systemen
Aus diesem Grunde, dass sich die eingangs gegebene Definition der Brennweite nur auf achsennah einfallende Strahlen bezieht, stellt sich der zunächst als simpel definiert erscheinende Begriff der Brennweite bei praktisch verwirklichten dioptrischen Systemen (wie zum Beispiel bei Fernrohr- oder photographischen Objektiven) als sehr komplex heraus. Die Ursache dafür liegt darin, dass nicht nur die Lage des Brennpunktes selbst, sondern auch diejenige des bildseitigen Hauptpunktes, von dem ab sich die Strecke bis zum Brennpunkt bemisst, von Aberrationen überprägt ist. Je nach Einfallshöhe der achsenparallelen Strahlen wandert der Hauptpunkt entlang der optischen Achse (siehe nebenstehende Abbildung), weshalb dieser Ansatz einer Brennweitendefinition für den rechnenden Optiker wenig brauchbar ist. Jener sieht in der Brennweite vielmehr das Größenverhältnis zwischen dem Gegenstand und dem Bild, das von diesem Gegenstand erzeugt wird. Schon Carl Friedrich Gauß hatte diese Definition im Jahre 1840 als „in der That die einzig zweckmäßige“ bezeichnet. In Bezugnahme auf eine grundlegende Abhandlung zu diesem Thema des Astronomen Johannes Hartmann aus dem Jahre 1904 definierte die Wirtschaftsgruppe Feinmechanik und Optik des Deutschen Reiches ab dem 1. Januar 1938 die Brennweite daher wie folgt: 
„Die Brennweite ist das Verhältnis der linearen Größe des Bildes eines unendlich fernen Objekts zu dessen scheinbarer Größe, und zwar der Grenzwert, dem sich dieses Verhältnis mit abnehmender scheinbarer Größe des Objekts nähert.“
Diese auf Hartmann zurückgehende, die Umstände in realen optischen Systemen berücksichtigende Definition der Brennweite, fand dann später auch Eingang in das Normblatt DIN 4521:
„Die Brennweite f ist das Verhältnis der linearen Größe l' des auf der optischen Achse stehenden Bildes eines unendlich fernen Objekts zu dessen scheinbarer Größe w, und zwar der Grenzwert, dem sich dieses Verhältnis mit abnehmender scheinbarer Größe des Objektes nähert. Es ist also:
{\displaystyle f=\lim {\frac {l'}{w}}}
{\displaystyle w=0}
oder
{\displaystyle f=\lim {\frac {l'}{tg\quad w}}}
{\displaystyle w=0}
Bei Objektiven, die mit Verzeichnung behaftet sind, empfiehlt sich im allgemeinen, auf Grund einer Reihe gemessener Wertepaare l' und w den Ausdruck {\displaystyle {\tfrac {l'}{tg\ w}}} graphisch oder numerisch als Funktion von {\displaystyle tg\ w} darzustellen und aus dieser Darstellung den Grenzwert f zu entnehmen. Die Schärfeneinstellung wird bei voller Öffnung des Objektivs vorgenommen. Die Angabe der Brennweite bezieht sich auf eine mittlere Wellenlänge des sichtbaren Spektrums von λ = 5,5 ⋅ 10-5 cm, sofern nicht etwas anderes bemerkt ist.“
Diese Konzeption des rechnenden Optikers, dass er für die Lage auf der optischen Achse bzw. für Abstände den Begriff der Schnittweite verwendet, die Brennweite jedoch mit der Größe des Bildes in Zusammenhang sieht, findet sich auch beim Abbildungsfehler der chromatischen Aberration wieder: Die Behebung der chromatischen Längsabweichung (Farbfehler des Bildorts) bedeutet für ihn eine Erfüllung der Schnittweitenbedingung für die verschiedenen Farben, die Behebung der chromatischen Querabweichung (Farbfehler der Bildgröße) eine Erfüllung der Brennweitenbedingung.
Große Brennweiten entstehen durch flache, schwach gekrümmte Oberflächen, kleine Brennweiten durch starke Krümmungen. Speziell bei einzelnen Linsen wird der Kehrwert der Brennweite Brechkraft  oder Brechwert (nach Medizin-Duden: Brechungswert) genannt. Bei Sammellinsen und Hohlspiegeln ist die Brennweite als positiver Wert, bei Zerstreuungslinsen und Konvexspiegeln als negativer Wert definiert.
Die Brennweite wird bei der Anwendung der Linsengleichung gebraucht. In der Fotografie bestimmt die Brennweite des Objektivs zusammen mit dem Aufnahmeformat den Bildwinkel (siehe auch Formatfaktor). Das gilt auch für das Zwischenbild beim Mikroskop. Bei Fernrohren und Ferngläsern bestimmen die Brennweiten von Objektiv und Okular zusammen die Vergrößerung.

## Brechkraft
Der Kehrwert {\displaystyle D={\frac {1}{f}}} der Brennweite {\displaystyle f} wird Brechkraft genannt. Ihre Einheit ist die Dioptrie. Aus den oben schon angesprochenen Gründen, dass bei realen Linsen die Lage des bildseitigen Hauptpunktes auf der optischen Achse nicht genau definiert werden kann, wird beispielsweise bei Brillengläsern nicht die Brennweite zur Beurteilung ihrer optischen Wirkung verwendet, sondern ihre Schnittweite, also der Abstand des Brennpunkts vom bildseitigen Scheitel der Linse. Der Kehrwert dieser Schnittweite wird Scheitelbrechwert genannt. Seine Einheit ist ebenfalls die Dioptrie.

## Messung der Brennweite

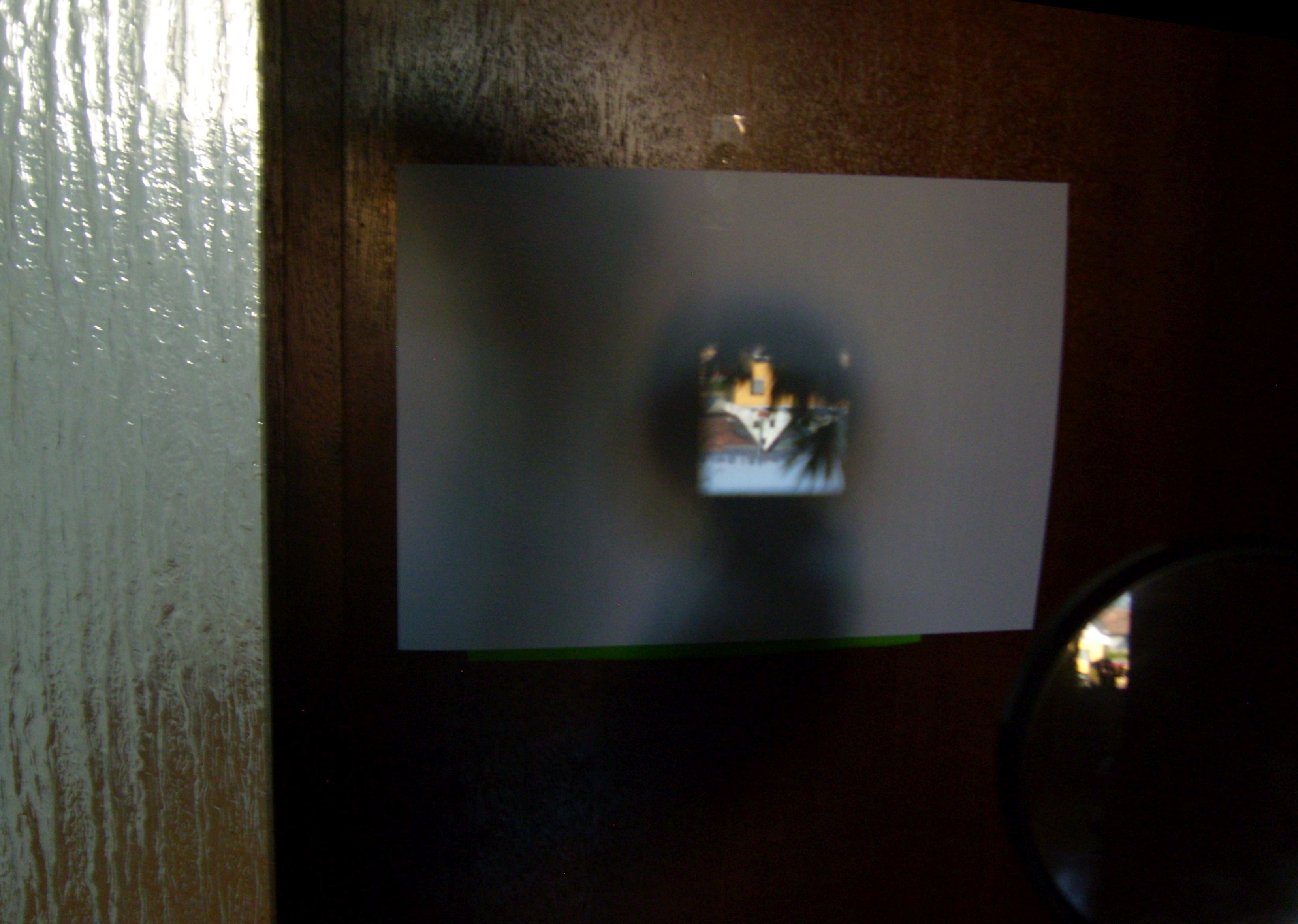
Direkte Messung der Brennweite einer Lupe über das Bild eines Fensters im Rauminneren: Weit entfernte Gegenstände (hier die Häuser) werden scharf, wenn sich die Linse im Abstand ihrer Brennweite von der Projektionsfläche befindet.

Gemäß der Abbildungsgleichung ist bei einer scharfen optischen Abbildung durch eine dünne Linse der Kehrwert der Brennweite gleich der Summe der Kehrwerte der Gegenstandsweite {\displaystyle g} und der Bildweite {\displaystyle b}:
{\displaystyle {\frac {1}{f}}={\frac {1}{b}}+{\frac {1}{g}}}
Das kann ausgenutzt werden, um die Brennweite der Linse zu bestimmen. Wenn der abgebildete Gegenstand sehr weit entfernt ist, wird der Zusammenhang besonders einfach. Die Brennweite ist näherungsweise gleich groß wie die Bildweite und kann direkt aus dem Abstand des Bildes von der Linse abgelesen werden.
Ein Verfahren, das ohne ein weit entferntes Objekt auskommt, ist die Autokollimation. Dabei wird das weit entfernte Objekt durch einen planen Spiegel ersetzt. Das Bessel-Verfahren zur Bestimmung der Brennweite von dünnen Linsen nutzt aus, dass bei festem Abstand zwischen Objekt und Bild zwei Stellungen der Linse eine scharfe Abbildung erzeugen. Aus dem Abstand dieser beiden Positionen und dem Abstand zwischen Objekt und Bild lässt sich dann die Brennweite der Linse berechnen.
Bei dicken Linsen und Abbildungssystemen mit mehreren optischen Komponenten kann der Abstand der Hauptebenen meist nicht vernachlässigt werden. Dann kann das Abschätzen des Vergrößerungsverhältnisses genauere Ergebnisse liefern. Mit dem Abbe-Verfahren wird ein Satz von Positionen aufgenommen, in denen das Abbildungssystem Objekte scharf abbildet. Diese Punkte erfüllen eine Geradengleichung. Aus den Parametern der Geraden lassen sich die Brennweite und die Lage der Hauptebenen bestimmen.
Brillenoptiker bestimmen die Brennweite asphärischer Gläser und die über die Fläche variierende Brechkraft von Gleitsichtgläsern durch eine Wellenfrontanalyse. Dabei kommt meist ein Hartmann-Shack-Sensor zum Einsatz. Die automatisierten Geräte heißen aus historischen Gründen Scheitelbrechwertmesser.

## Berechnung der Brennweite

### Brechende Fläche
Als brechende Fläche bezeichnet man die Grenzschicht zwischen zwei optischen Medien mit unterschiedlichen Brechungsindizes. Kommt der Lichtstrahl von links, so sei {\displaystyle n} der Brechungsindex auf der linken Seite und {\displaystyle n'} der Brechungsindex auf der rechten Seite der Grenzfläche. Die Krümmung der Grenzfläche wird durch den Krümmungsradius {\displaystyle r} beschrieben. Liegt der Mittelpunkt des Kreises, der die Grenzfläche beschreibt, auf der vom einfallenden Licht abgewandten Seite, so ist {\displaystyle r} positiv, andernfalls negativ. Eine nicht gekrümmte Grenzfläche hat den Krümmungsradius {\displaystyle r=\infty }.
{\displaystyle f'=r{\frac {n'}{n'-n}}}
Die Brennweite der anderen Seite wird durch Vertauschen der Brechungsindices gewonnen, da das Licht nun von rechts kommend aus {\displaystyle n} nach {\displaystyle n'} übertritt:
{\displaystyle f=r{\frac {n}{n-n'}}=-r{\frac {n}{n'-n}}}

### Linse

Brennpunkt und bildseitige Hauptebene für zwei Flächen

Die Brechung einer Linse der Dicke {\displaystyle d} ist, z. B. mittels Matrizenoptik, aus den Brechungen ihrer beiden sphärischen Grenzflächen berechenbar. Mit den Brennweiten {\displaystyle f'_{2},f_{2}} und {\displaystyle f'_{1},f_{1}} der beiden Flächen und deren Abstand {\displaystyle d} ergibt sich
{\displaystyle f'={\frac {f'_{1}f'_{2}}{d-f'_{1}-f_{2}}}}
für die bildseitige Brennweite der Linse. Mit den obigen Gleichungen der Flächenbrennweiten erhält man mit
{\displaystyle {\frac {1}{f'}}={\frac {n'-n}{n}}\left({\frac {1}{r_{1}}}-{\frac {1}{r_{2}}}\right)+{\frac {(n'-n)^{2}d}{n'nr_{1}r_{2}}}}
die bildseitige Linsenbrennweite in Abhängigkeit von den Krümmungsradien {\displaystyle r_{1},r_{2}} und den Brechungsindizes {\displaystyle n} und {\displaystyle n'}. Wie in nebenstehender Abbildung, wird die Brennweite {\displaystyle f} von der Hauptebene H’ gemessen. Gegenstandsseitige und bildseitige Brennweiten haben die gleiche Größe, wenn die Linse auf beiden Seiten an Medien mit gleichem Brechungsindex {\displaystyle n} grenzt, siehe auch Linsenschleiferformel.

### Dünne Linse
Die Näherung {\displaystyle d\ll f} ist für {\displaystyle d\approx 0} erfüllt. Diese Näherung bezeichnet man als dünne Linse. Die Hauptebenen der beiden Grenzflächen fallen zusammen (und zwar zur Mittelebene). Die Gleichung für die Brennweite vereinfacht sich zu
{\displaystyle {\frac {1}{f'}}={\frac {1}{f}}={\frac {n'-n}{n}}\left({\frac {1}{r_{1}}}-{\frac {1}{r_{2}}}\right),}
wobei wieder von der Mittelebene weg gemessen wird.
In der geometrischen Optik heißt {\displaystyle D_{1}={\frac {n'-n}{nr_{1}}}} Vorderflächenbrechwert und {\displaystyle D_{2}={\frac {n-n'}{nr_{2}}}} Rückflächenbrechwert. Obige Gleichung lässt sich damit auch in der Form
{\displaystyle D=D_{1}+D_{2}}
schreiben. Die optische Wirkung von Brillengläsern wird durch den Scheitelbrechwert ausgedrückt.

### System aus zwei dünnen Linsen

System aus zwei dünnen Linsen (H_{1} und H_{2})
Konstruktion des bildseitigen Brennpunkts F’ und der bildseitigen Hauptebene H’

Das System aus zwei dünnen Linsen ist dem System „Linse aus zwei brechenden Flächen“ prinzipiell ähnlich (vgl. nebenstehende Abbildung mit der darüberstehenden). Wenn beide Linsen beidseitig vom gleichen Medium umgeben sind, dann gilt:
{\displaystyle {\frac {1}{f'}}={\frac {1}{f'_{1}}}+{\frac {1}{f'_{2}}}-{\frac {d}{f'_{1}\cdot f'_{2}}}={\frac {1}{f_{1}}}+{\frac {1}{f_{2}}}-{\frac {d}{f_{1}\cdot f_{2}}}={\frac {1}{f}}}
Außer der Gleichheit der gegenstands- und bildseitigen Brennweiten der Einzellinsen gilt also auch die entsprechende Gleichheit beim System:
{\displaystyle f'=f}
Zur Abhängigkeit der Brennweiten des Linsensystems aus zwei dünnen Linsen von den Brechungsindizes und Krümmungsradien gelangt man, wenn man für {\displaystyle f_{1}} und {\displaystyle f_{2}} die oben angegebenen Linsenschleiferformeln für dünne Linsen anwendet.

### Eng benachbarte dünne Linsen
Beim Zusammenrücken der dünnen Linsen wird im Grenzfall {\displaystyle d\ll f_{1},f_{2}}. Der Abstand {\displaystyle d} kann vernachlässigt werden. Die Brennweite eines solchen Systems ist näherungsweise gleich
{\displaystyle {\frac {1}{f'}}={\frac {1}{f}}={\frac {1}{f_{1}}}+{\frac {1}{f_{2}}}.}
Diese Gleichung wird zum Beispiel für zwei dünne, zusammengekittete Linsen verwendet. Eine solche Doppellinse besteht in der Regel aus zwei verschiedenen Glassorten, womit geringere Abbildungsfehler als bei einer aus nur einer Glassorte bestehenden Linse mit gleicher Brennweite erreicht werden, wie beispielsweise beim Achromaten.

## Brennweite in der Fotografie
Aus Brennweite und Aufnahmeformat (bzw. Sensorgröße) ergibt sich in der Fotografie der Bildwinkel. Je größer die Brennweite ist, desto kleiner ist der Bildwinkel (Bildausschnitt) (bei gleichbleibendem Aufnahmeformat) und umgekehrt.
Bei manchen Objektiven wird eine Brennweite angegeben, die beim Kleinbildformat (bei digitalen Kameras oft „Vollformat“ genannt) denselben Bildwinkel ergibt.  Dabei wird der Formatfaktor bereits eingerechnet und es ergibt sich in Anbetracht unterschiedlicher Sensorgrößen eine einheitliche Bezugsgröße. Diese bezieht sich aber nur auf den Bildwinkel (siehe Formatfaktor).
Objektive unterschiedlicher Brennweite werden meist in drei Kategorien unterteilt, die jeweils unterschiedliche fotografische Wirkungen haben. Eine Brennweite, die etwa der Diagonalen des Aufnahmeformats entspricht, wird als Normalbrennweite bezeichnet. Objektive mit einer Brennweite von ca. 40 bis 55 mm bezeichnet man für das Kleinbildformat als Normalobjektive. Diese Brennweiten haben das Merkmal, dass die Perspektive und Größenabbildung ungefähr dem menschlichen Auge und der menschlichen Wahrnehmung entspricht. So wirken die Proportionen der Motive natürlich und gewohnt.
Objektive mit kürzerer Brennweite werden als Weitwinkelobjektive bezeichnet. Der Bildwinkel ist größer als bei einer Normalbrennweite. Bei gleichem Motivabstand wird mit einem Weitwinkelobjektiv mehr von dem Motiv aufgenommen als mit einem Normalobjektiv. Häufig werden Weitwinkelobjektive für Architektur- oder Landschaftsaufnahmen verwendet.
Objektive mit größeren Brennweiten werden als Teleobjektive bezeichnet. Der kleinere Bildwinkel dieser Objektive bietet die Möglichkeit, Motive schon aus der Ferne formatfüllend zu erfassen und die Konzentration darauf zu legen.
Es gibt sowohl variable Brennweiten (Zoomobjektive) als auch Festbrennweiten. Als Festbrennweite werden Objektive bezeichnet, die konstruktionsbedingt keine Änderung der Brennweite zulassen. Festbrennweiten können durch die einfachere Konstruktion eine höhere Abbildungsleistung und Lichtstärke aufweisen als Zoomobjektive, die wiederum flexibler einsetzbar sind.

## Abbildungsfehler mit direktem Zusammenhang zur Brennweite
Die Brennweite ist streng genommen nur in der paraxialen Optik definiert. Jedoch ergeben sich unter bestimmten Bedingungen und vor allem für reale nichtparabolische Linsen diverse sog. Abbildungsfehler, die in einer (teilweise scheinbar) veränderten Brennweite resultieren.
In der paraxialen Optik ist es immer möglich, eine Kugelfläche als Paraboloid anzunähern. Reale Linsen werden oft als Kugelflächen ausgeführt, da diese einfacher herzustellen sind als asphärische Flächen. Ihnen wird trotzdem eine Brennweite zugeordnet, die eigentlich nur für Strahlen nahe der optischen Achse gilt. Für achsfernere Strahlen ergeben sich verschobene Foki. Dieser Linsenfehler wird sphärische Aberration genannt.
Des Weiteren hängt die Brennweite unter anderem vom Brechungsindex des Linsenmaterials ab, der wiederum von der Wellenlänge des Lichts abhängt. Fällt nun Licht unterschiedlicher Wellenlänge (z. B. auch weißes Licht) auf eine Linse, so wird dieses wellenlängenabhängig auf verschiedene Punkte fokussiert. Man spricht von chromatischer Aberration.
Wenn die Form einer Linse nicht rotationssymmetrisch bzgl. der optischen Achse ist, sondern ellipsoid, dann fokussiert sie fächerartige Lichtbündel je nach deren Orientierung in verschiedenen Bildweiten. Volle Lichtbündel werden nicht auf einen Punkt fokussiert, sondern in zwei hintereinander liegende Brennlinien in den Richtungen der beiden Hauptachsen des Ellipsoids. Dieser Abbildungsfehler heißt axialer Astigmatismus.